# River Glen (vattendrag i Storbritannien, lat 52,83, long -0,12)
River Glen är ett vattendrag i Storbritannien.   Det ligger i riksdelen England, i den sydöstra delen av landet, 150 km norr om huvudstaden London.